# 南山曾公祠
南山曾公祠位於廣東省東莞市清溪鎮，由當地曾氏村落建於清朝乾隆九年（公元1744年），曾公祠為三進三開間，分前堂、中堂和後堂，在一進和二進之間另有東西兩廂，中堂和後堂之間有一天井，為三進古祠堂建築格局，屬於典型的客家建築風格，其建築基本保留完好，展現了客家宗祠建築的風采。
2003年被評為市重點文物保護單位。